# Marta Bertran Perelló
Marta Bertran Perelló (Inca, 1983) és una periodista i poeta mallorquina. Va estudiar periodisme a la UAB i va ser becària als Premis Octubre de València. Ha publicat diverses obres de prosa poètica des de 2010.

## Obra

### Poesia
- Metamorfosi de colors. (Editorial Moll, 2010). XII Premi de Poesia Vila de Lloseta. ISBN 978-84-273-5158-5

## Altres obres

### Obra en antologies i obres col·lectives
- Amb accent a la neutra : antologia de dones poetes a Mallorca [a cura d'Aina Riera i Maria Antònia Massanet]. Palma de Mallorca: Lleonard Muntaner, 2014.